# Tenerasaurus hashimi
Il tenerasauro (Tenerasaurus hashimi) è un rettile acquatico estinto, appartenente ai mosasauri. Visse nel Cretaceo superiore (Maastrichtiano, circa 67 milioni di anni fa). I suoi resti fossili sono stati ritrovati in Giordania.

## Descrizione
Questo animale è noto per uno scheletro quasi completo, privo però di cranio, appartenente con tutta probabilità a un esemplare giovane. Il corpo era snello e allungato, dotato di una coda appiattita lateralmente e di quattro arti trasformati in pinne. Lo scheletro era lungo circa 150 centimetri e, in vita, l'animale intero non doveva raggiungere i due metri di lunghezza. È ignota la misura di un esemplare adulto. 
Le zampe anteriori possedevano radio e ulna notevolmente ispessiti, così come gli elementi del carpo erano ben ossificati. Nelle zampe posteriori, il femore era allungato e leggermente arcuato. Sono state ritrovate anche alcune impronte di scaglie nella regione delle membrane tra le dita; queste scaglie erano piccole e di aspetto liscio, simili a quelle rinvenute sui fossili di Mosasaurus sevciki, ritrovato nello stesso giacimento. 
Uno studio del 2013 ha messo in luce nell'esemplare rinvenuto particolari dei tessuti molli: le zampe simili a pagaie erano dotate di lobi espansi alle estremità posteriori e, soprattutto, era presente una coda bilobata simile a quella degli squali, ma con il lobo inferiore molto più lungo. Il lobo superiore era privo di ossa (Lindgren et al., 2013).

## Classificazione
Tenerasaurus è stato descritto per la prima volta nel 2009, sulla base di un fossile ritrovato nella formazione Muwaqqar nella zona di Harrana (Giordania). Benché sprovvisto di cranio, il fossile di Tenerasaurus mostra chiaramente somiglianze con i rappresentanti dei mosasaurini (Mosasaurinae), un gruppo di mosasauri dotati di forti mascelle allungate. In particolare, alcune caratteristiche delle vertebre e delle zampe lo avvicinano ai generi Mosasaurus e (in particolare) Clidastes. Alcune caratteristiche (come lo spazio tra le ossa delle zampe anteriori, o il numero di falangi o ancora la caratteristica forma del femore) differenziano però questo animale dagli altri mosasauri.
Lo studio del 2013 ha mostrato numerose somiglianze con il genere Prognathodon, comune nel giacimento di Harrana; tuttavia, la mancanza del cranio ha impedito una classificazione a livello di specie, e l'esemplare noto come Tenerasaurus hashimi è stato quindi ridescritto come Prognathodon sp. (Lindgren et al., 2013).

## Significato del nome
Il nome generico Tenerasaurus (dal latino tener) si riferisce alla giovane età dell'esemplare. L'epiteto specifico, hashimi, è in onore del re Abdullah di Giordania, che ha promosso la ricerca scientifica in quel paese.